# Список номинантов и лауреатов премии «Золотая маска» 2010 года
«Золотая маска» — российская национальная театральная премия и фестиваль. «Золотая маска» была учреждена Союзом театральных деятелей России (СТД РФ) в 1993 году (в некоторых источниках назван 1994 год) по инициативе народного артиста СССР М. А. Ульянова (председатель СТД РФ в 1986—1996 годах) и при участии его заместителя В. Г. Урина и драматурга В. В. Павлова.

## О премии
Премия присуждается на конкурсной основе один раз в год по итогам прошедшего театрального сезона за творческие достижения в области театрального искусства, вручается спектаклям всех жанров театрального искусства: драма, опера, балет, оперетта и мюзикл, кукольный театр.
Для отбора спектаклей на конкурсы создаётся два экспертных совета — один для спектаклей театра драмы и театров кукол, второй для спектаклей оперы, оперетты / мюзикла и балета. Для определения победителей — лауреатов из состава номинантов (тайным голосованием по результатам фестиваля), создаётся два профессиональных жюри — по аналогии с экспертными советами — одно для спектаклей театра драмы и театров кукол и второе для спектаклей оперы, оперетты / мюзикла и балета. В состав жюри не могут входить создатели и исполнители спектаклей, участвующих в фестивале, а также члены экспертного совета.

## Лауреаты и события фестиваля «Золотая маска» 2010 года
В Москве 16-й фестиваль «Золотая маска» прошёл с 27 марта по 15 апреля 2010 года. На фестиваль было отобрано 50 спектаклей из 12 городов России, на премию в частных номинациях было выдвинуто 119 соискателей.
В феврале-марте 2010 года в Москве были проведены премьерные показы спектаклей Мариинского театра — оперы «Свадьба Фигаро», «Женщина без тени», балет «Конёк-Горбунок» и «Вечер одноактных балетов»: «Шотландская симфония», «В ночи», «Тема с вариациями». Программа «Легендарные спектакли и имена XX века» в марте представила спектакль американского хореографа Марка Морриса «Дидона и Эней». «Маска Плюс» представила российские спектакли спектакли из стран Балтии и СНГ, рекомендованные экспертами «Золотой Маски» (40 сценических и около 20 лабораторных показов). Был проведён так же раздел, включивший в себя читки, спектакли, семинары, обсуждения, посвященный современной пьесе. С 8 по 12 апреля прошла программа «Russian Case», над афишей которой работала Елена Ковальская.

### Номинанты премии «Золотая маска» 2010 года
Таблица номинантов составлена на основании официального опубликованного списка, с группировкой по спектаклям. Положение о премии и фестивале «Золотая маска» не регламентирует максимальное количество номинантов в одной номинации. Каждый экспертный совет самостоятельно определяет номинантов соответствующих конкурсов, но должен отобрать для соискания премии в любой номинации не менее двух номинантов, что обеспечивает соблюдение конкурсной основы соискания и присуждения премии. Экспертные советы имеют право принять решение об отсутствии номинантов премии в любой номинации. В таблице объединены в одну колонку номинации «лучшая женская роль» и «лучшая мужская роль».
Легенда:
  — Спектакль номинирован в номинации «Лучший спектакль»

«–» — Этот аспект спектакля не номинирован
| Конкурс спектаклей драматического театра (спектакль большой формы)                      | Конкурс спектаклей драматического театра (спектакль большой формы) | Конкурс спектаклей драматического театра (спектакль большой формы) | Конкурс спектаклей драматического театра (спектакль большой формы) | Конкурс спектаклей драматического театра (спектакль большой формы) | Конкурс спектаклей драматического театра (спектакль большой формы) | Конкурс спектаклей драматического театра (спектакль большой формы) |
| --------------------------------------------------------------------------------------- | ------------------------------------------------------------------ | ------------------------------------------------------------------ | ------------------------------------------------------------------ | ------------------------------------------------------------------ | ------------------------------------------------------------------ | ------------------------------------------------------------------ |
|                                                                                         |                                                                    |                                                                    |                                                                    |                                                                    |                                                                    |                                                                    |
| Спектакль/номинации                                                                     | лучший спектакль                                                   | лучшая работа режиссёра                                            | лучшая роль                                                        | лучшая работа художника-постановщика                               | лучшая работа художника по свету                                   | лучшая работа художника по костюмам                                |
|                                                                                         |                                                                    |                                                                    |                                                                    |                                                                    |                                                                    |                                                                    |
| «Горе от ума» Театр имени Ф. Волкова, Ярославль                                         | зелёная ✓                                                          | Игорь Селин                                                        | Алексей Кузьмин (Чацкий)                                           | Александр Орлов                                                    | Глеб Фильштинский                                                  | –                                                                  |
| «Ксения. История любви» Александринский театр, Санкт-Петербург                          | зелёная ✓                                                          | Валерий Фокин                                                      | Янина Лакоба (Ксения)                                              | Александр Боровский                                                | –                                                                  | –                                                                  |
| «Макбет» Театр «Красный факел», Новосибирск                                             | зелёная ✓                                                          | Тимофей Кулябин                                                    | Константин Телегин (Макбет)                                        | –                                                                  | –                                                                  | –                                                                  |
| «Месяц в деревне» Большой драматический театр имени Г. А. Товстоногова, Санкт-Петербург | зелёная ✓                                                          | Анатолий Праудин                                                   | Руслан Барабанов (Беляев)                                          | Александр Орлов                                                    | Владислав Власов                                                   | Ирина Чередникова                                                  |
| «Рассказы Шукшина» Театр наций, Москва                                                  | зелёная ✓                                                          | Алвис Херманис                                                     | Чулпан Хаматова • Евгений Миронов                                  | Алвис Херманис и Моника Пормале                                    | –                                                                  | Виктория Севрюкова                                                 |
| «Толстая тетрадь» «Театр на Спасской», Киров                                            | зелёная ✓                                                          | Борис Павлович                                                     | –                                                                  | –                                                                  | –                                                                  | –                                                                  |
| «Троил и Крессида» Театр имени Е. Вахтангова, Москва                                    | зелёная ✓                                                          | Римас Туминас                                                      | –                                                                  | –                                                                  | –                                                                  | –                                                                  |
| «Улисс» Театр «Мастерская Петра Фоменко», Москва                                        | зелёная ✓                                                          | Евгений Каменькович                                                | Полина Кутепова (Молли Блум)                                       | –                                                                  | –                                                                  | –                                                                  |
|                                                                                         |                                                                    |                                                                    |                                                                    |                                                                    |                                                                    |                                                                    |
| Конкурс спектаклей драматического театра (спектакль малой формы)                        |                                                                    |                                                                    |                                                                    |                                                                    |                                                                    |                                                                    |
|                                                                                         |                                                                    |                                                                    |                                                                    |                                                                    |                                                                    |                                                                    |
| «Калека с Инишмана» Театр «У Моста», Пермь                                              | зелёная ✓                                                          | Сергей Федотов                                                     | Иван Маленьких (Джоннипатинмайк)                                   | –                                                                  | –                                                                  | –                                                                  |
| «Ля Эстрада» Театр «Около дома Станиславского», Москва                                  | зелёная ✓                                                          | Юрий Погребничко                                                   | Лилия Загорская (девушка)                                          | –                                                                  | –                                                                  | –                                                                  |
| «Река Потудань» Театр «Студия театрального искусства», Москва                           | зелёная ✓                                                          | Сергей Женовач                                                     | –                                                                  | Александр Боровский                                                | Дамир Исмагилов                                                    | –                                                                  |
| «Свадьба Кречинского» Театр имени М. Н. Ермоловой, Москва                               | зелёная ✓                                                          | Алексей Левинский                                                  | Дмитрий Павленко (Кречинский)                                      | –                                                                  | –                                                                  | –                                                                  |
| «Старший сын» Театр под руководством О. Табакова, Москва                                | зелёная ✓                                                          | Константин Богомолов                                               | Сергей Сосновский (Сарафанов) • Юрий Чурсин (Бусыгин)              | –                                                                  | –                                                                  | –                                                                  |
| «Трамвай „Желание“» «Коляда-театр», Екатеринбург                                        | зелёная ✓                                                          | Николай Коляда                                                     | Ирина Ермолова (Бланш Дюбуа)                                       | –                                                                  | –                                                                  | –                                                                  |

| Конкурс спектаклей театров оперы                                                                                          | Конкурс спектаклей театров оперы | Конкурс спектаклей театров оперы | Конкурс спектаклей театров оперы                                                                      | Конкурс спектаклей театров оперы     | Конкурс спектаклей театров оперы | Конкурс спектаклей театров оперы    | Конкурс спектаклей театров оперы | Конкурс спектаклей театров оперы |
| --- | -------------------------------- | -------------------------------- | --- | ------------------------------------ | -------------------------------- | ----------------------------------- | -------------------------------- | -------------------------------- |
| |                                  |                                  | |                                      |                                  |                                     |                                  |                                  |
| Спектакль/номинации | лучший спектакль                 | лучшая работа режиссёра          | лучшая роль                                                                                           | лучшая работа художника-постановщика | лучшая работа художника по свету | лучшая работа художника по костюмам | лучшая работа дирижёра           | лучшая работа композитора        |
| |                                  |                                  | |                                      |                                  |                                     |                                  |                                  |
| «Гамлет (датский) (российская) комедия» Музыкальный театр имени К. С. Станиславского и Вл. И. Немировича-Данченко, Москва | зелёная ✓                        | Александр Титель                 | Лариса Андреева (Офелия) • Ирина Ващенко (Гертруда) • Чингис Аюшеев (Гамлет) • Роман Улыбин (Полоний) | –                                    | Ильдар Бедердинов                | –                                   | Феликс Коробов                   | Владимир Кобекин                 |
| «Гоголиада» Мариинский театр, Санкт-Петербург                                                                             | зелёная ✓                        | –                                | Андрей Попов • Христофор Бурдюков («Тяжба») • Григорий Сторченко («Шпонька и его тетушка»)            | –                                    | –                                | –                                   | –                                | –                                |
| «Джанни Скикки» Театр «Новая опера», Москва                                                                               | зелёная ✓                        | Геннадий Шапошников              | Илья Кузьмин (Джанни Скикки)                                                                          | –                                    | –                                | –                                   | –                                | –                                |
| «Дон Жуан» Театр «Санкт-Петербург Опера», Санкт-Петербург                                                                 | зелёная ✓                        | Юрий Александров                 | Анна Горячева (Донна Эльвира) • Сергей Калинов (Дон Жуан) • Владимир Феляуер (Лепорелло)              | –                                    | –                                | –                                   | –                                | –                                |
| «Идоменей, царь Критский» Мариинский театр, Санкт-Петербург                                                               | зелёная ✓                        | –                                | Жанна Домбровская (Электра) • Анастасия Калагина (Илия)                                               | Ренате Мартин и Андреас Донхаузер    | –                                | –                                   | –                                | –                                |
| «Лючия ди Ламмермур» Музыкальный театр имени К. С. Станиславского и Вл. И. Немировича-Данченко, Москва                    | зелёная ✓                        | Адольф Шапиро                    | Хибла Герзмава (Лючия) • Алексей Долгов (Эдгардо)                                                     | Андрис Фрейбергс                     | Глеб Фильштинский                | Елена Степанова                     | –                                | –                                |
| «Князь Игорь» Театр оперы и балета, Новосибирск                                                                           | зелёная ✓                        | –                                | Елена Поповская (Ярославна) • Роман Бурденко (Князь Игорь)                                            | –                                    | –                                | –                                   | Евгений Волынский                | –                                |
| «Один день Ивана Денисовича» Театр оперы и балета, Пермь                                                                  | зелёная ✓                        | Георгий Исаакян                  | Татьяна Полуэктова (жена Шухова) • Павел Брагин (Шухов)                                               | Эрнст Гейдебрехт                     | –                                | –                                   | Валерий Платонов                 | Александр Чайковский             |
| «Свадьба Фигаро» Театр оперы и балета, Екатеринбург                                                                       | зелёная ✓                        | –                                | Надежда Бабинцева (Керубино) • Михаил Коробейников (Фигаро)                                           | –                                    | –                                | –                                   | Фабио Мастранжело                | –                                |
| «Свадьба Фигаро» Мариинский театр, Санкт-Петербург                                                                        | зелёная ✓                        | Александр Петров                 | – | –                                    | –                                | –                                   | –                                | –                                |

| Конкурс спектаклей оперетты / мюзикла                                                                           | Конкурс спектаклей оперетты / мюзикла | Конкурс спектаклей оперетты / мюзикла | Конкурс спектаклей оперетты / мюзикла                                               | Конкурс спектаклей оперетты / мюзикла | Конкурс спектаклей оперетты / мюзикла | Конкурс спектаклей оперетты / мюзикла | Конкурс спектаклей оперетты / мюзикла |
| --- | ------------------------------------- | ------------------------------------- | ----------------------------------------------------------------------------------- | ------------------------------------- | ------------------------------------- | ------------------------------------- | ------------------------------------- |
| |                                       |                                       |                                                                                     |                                       |                                       |                                       |                                       |
| Спектакль/номинации                                                                                             | лучший спектакль                      | лучшая работа режиссёра               | лучшая роль                                                                         | лучшая работа художника-постановщика  | лучшая работа художника по свету      | лучшая работа художника по костюмам   | лучшая работа дирижёра                |
| |                                       |                                       |                                                                                     |                                       |                                       |                                       |                                       |
| «Бандиты» Театр оперы и балета, Саратов                                                                         | зелёная ✓                             | Андрей Сергеев                        | Виктор Демидов (Министр Финансов) • Виталий Могилин (Морда)                         | Владимир Арефьев                      | –                                     | –                                     | Юрий Кочнев                           |
| «Вечер классической оперетты» Музыкальный театр имени К. С. Станиславского и Вл. И. Немировича-Данченко, Москва | зелёная ✓                             | Александр Титель                      | –                                                                                   | –                                     | –                                     | –                                     | Вольф Горелик                         |
| «Монте-Кристо» Московская оперетта, Москва                                                                      | зелёная ✓                             | –                                     | Валерия Ланская (Мерседес) • Максим Новиков (Фернан)                                | –                                     | –                                     | –                                     | –                                     |
| «Продюсеры» Театр «Et Cetera», Москва                                                                           | зелёная ✓                             | Дмитрий Белов                         | Наталья Благих (Улла) • Егор Дружинин (Лео Блум) • Максим Леонидов (Макс Бьялосток) | –                                     | –                                     | –                                     | –                                     |
| «Шербурские зонтики» Музыкальный театр «Карамболь», Санкт-Петербург                                             | зелёная ✓                             | Василий Бархатов                      | Ольга Левина (Женевьева Эмри) • Сергей Овсянников (Ги Фуше)                         | Зиновий Марголин                      | Дамир Исмагилов                       | Мария Данилова                        | Всеволод Полонский                    |

| Конкурс спектаклей балета                                                                       | Конкурс спектаклей балета | Конкурс спектаклей балета                                      | Конкурс спектаклей балета            | Конкурс спектаклей балета        | Конкурс спектаклей балета                              |
| ----------------------------------------------------------------------------------------------- | ------------------------- | -------------------------------------------------------------- | ------------------------------------ | -------------------------------- | ------------------------------------------------------ |
|                                                                                                 |                           |                                                                |                                      |                                  |                                                        |
| Спектакль/номинации                                                                             | лучший спектакль          | лучшая роль                                                    | лучшая работа художника-постановщика | лучшая работа художника по свету | лучшая работа постановщика (балетмейстера/ хореографа) |
|                                                                                                 |                           |                                                                |                                      |                                  |                                                        |
| «В лесу» Музыкальный театр имени К. С. Станиславского и Вл. И. Немировича-Данченко, Москва      | зелёная ✓                 | –                                                              | –                                    | –                                | –                                                      |
| «Бессмертие в любви» Театр оперы и балета, Новосибирск                                          | зелёная ✓                 | –                                                              | –                                    | –                                | Эдвард Льянг                                           |
| «Медея» Театр оперы и балета, Пермь                                                             | зелёная ✓                 | Юлия Манжелес (Медея)                                          | –                                    | –                                | –                                                      |
| «Конёк-Горбунок» Мариинский театр, Санкт-Петербург                                              | зелёная ✓                 | Алина Сомова (Царь-девица) • Леонид Сарафанов (Иванушка)       | Максим Исаев                         | –                                | Алексей Ратманский                                     |
| «Не всё ли равно?» Театр оперы и балета, Новосибирск                                            | зелёная ✓                 | Игорь Зеленский (солист) • Анна Жарова (солистка)              | –                                    | –                                | –                                                      |
| «Онегин» Театр балета Б. Эйфмана, Санкт-Петербург                                               | зелёная ✓                 | Олег Габышев (Онегин)                                          | –                                    | –                                | Борис Эйфман                                           |
| «Ромео и Джульетта» Музыкальный театр Республики Карелия, Петрозаводск                          | зелёная ✓                 | Алевтина Мухортикова (Джульетта) • Владимир Варнава (Меркуцио) | –                                    | –                                | Кирилл Симонов                                         |
| «Русские сезоны» Большой театр, Москва                                                          | зелёная ✓                 | Наталья Осипова (солистка)                                     | –                                    | –                                | –                                                      |
|                                                                                                 |                           |                                                                |                                      |                                  |                                                        |
| Конкурс спектаклей балета (современный танец)                                                   |                           |                                                                |                                      |                                  |                                                        |
|                                                                                                 |                           |                                                                |                                      |                                  |                                                        |
| «Casting off» Театр «Балет Евгения Панфилова», Пермь                                            | зелёная ✓                 | –                                                              | –                                    | Алексей Хорошев                  | –                                                      |
| «Бедная Лиза» Театр наций, Москва                                                               | зелёная ✓                 | Андрей Меркурьев (Эраст)                                       | –                                    | –                                | –                                                      |
| «Мне жаль, что вы меня не поняли» Boroditskiy Dennis Dance Company, Москва                      | зелёная ✓                 | –                                                              | –                                    | –                                | –                                                      |
| «Мужчина — это такой мужик, который нашел his own identity» Театр современного танца, Челябинск | зелёная ✓                 | –                                                              | –                                    | –                                | Ольга Пона                                             |
| «Общежитие» Театр-студия современной хореографии, Москва                                        | зелёная ✓                 | –                                                              | –                                    | –                                | Екатерина Кислова                                      |

| Конкурс спектаклей театров кукол                            | Конкурс спектаклей театров кукол | Конкурс спектаклей театров кукол   | Конкурс спектаклей театров кукол     |
| ----------------------------------------------------------- | -------------------------------- | ---------------------------------- | ------------------------------------ |
|                                                             |                                  |                                    |                                      |
| Спектакль/номинации                                         | лучший спектакль                 | лучшая работа режиссёра            | лучшая работа художника-постановщика |
|                                                             |                                  |                                    |                                      |
| «Мой друг Джинн» Театр «Кукольный дом», Пенза               | зелёная ✓                        | Владимир Бирюков                   | Виктор Никоненко                     |
| «Под вечным светом Кумалана» Театр кукол «Ульгэр», Улан-Удэ | зелёная ✓                        | Эрдэни Жалцанов                    | Евгений Болсобоев и Эрдэни Жалцанов  |
| «Эпос о Лиликане» Театр «Тень», Москва                      | зелёная ✓                        | Вячеслав Игнатов и Мария Литвинова | Екатерина Ивушкина                   |

| Конкурс «Эксперимент» (поиск новых выразительных средств современного театра)           | Конкурс «Эксперимент» (поиск новых выразительных средств современного театра) | Конкурс «Эксперимент» (поиск новых выразительных средств современного театра) | Конкурс «Эксперимент» (поиск новых выразительных средств современного театра) |
| --------------------------------------------------------------------------------------- | ----------------------------------------------------------------------------- | ----------------------------------------------------------------------------- | ----------------------------------------------------------------------------- |
|                                                                                         |                                                                               |                                                                               |                                                                               |
| Спектакль/номинации                                                                     | лучший спектакль                                                              | лучшая роль                                                                   | лучшая работа художника-постановщика                                          |
|                                                                                         |                                                                               |                                                                               |                                                                               |
| «Opus № 7» Театр «Школа драматического искусства» (Лаборатория Дмитрия Крымова), Москва | зелёная ✓                                                                     | –                                                                             | Вера Мартынова и Мария Трегубова                                              |
| «Жизнь удалась» Театр.doc и Центр драматургии и режиссуры, Москва                       | зелёная ✓                                                                     | –                                                                             | –                                                                             |
| «Старухы» «Феатр», Москва                                                               | зелёная ✓                                                                     | Степанида Борисова                                                            | –                                                                             |
| «Третья смена» Театр имени Йозефа Бойса, Москва                                         | зелёная ✓                                                                     | –                                                                             | –                                                                             |
| «Я думаю о вас» Фестиваль «NET» и Французский культурный центр, Москва                  | зелёная ✓                                                                     | –                                                                             | –                                                                             |

### Лауреаты премии «Золотая маска» 2010 года
Председателем жюри драматического театра и театров кукол стал театровед Анатолий Смелянский, в члены жюри вошли Игорь Гордин (актёр), Марина Давыдова (критик), Сергей Иванников (режиссёр), Григорий Козлов (режиссёр), Вячеслав Кокорин (режиссёр), Мария Миронова (актриса), Николай Симонов (художник), Алёна Солнцева (критик), Агриппина Стеклова (актриса), Джон Фридман (критик).
Председателем жюри музыкальных театров выступил Павел Бубельников (дирижёр), в члены жюри вошли Жанна Аюпова (артистка балета), Татьяна Баганова (хореограф), Александр Бакши (композитор), Венера Ганеева (певица), Лейла Гучмазова (критик), Ольга Манулкина (критик), Михаил Мессерер (хореограф), Петр Поспелов (критик), Ольга Розанова (критик), Алексей Рыбников (композитор), Кирилл Стрежнев (режиссёр), Юрий Устинов (художник).
Церемония вручения премий состоялась 16 апреля в московском Гостином дворе. Режиссёром церемонии выступила Нина Чусова, за декорации отвечал Павел Каплевич.
Критики отметили слабость программы в конкурсе спектаклей драматического театра, особенно подчеркнув, что в основном это касалось провинциальных спектаклей. Разные оценки, от «документальная фиксация прямой речи и перенос её с улицы в якобы театральное пространство не поднимает эту речь до уровня произведения искусства», до «это — настоящая победа новой драмы: современная драматургия и актуальный театр впервые вошли в самый престижный конкурс страны» прозвучали в отношении присуждения одной из спецпремий жюри московскому режиссёру Михаилу Угарову за новаторский и скандальный спектакль «Жизнь удалась» (пьеса Павла Пряжко, по которой поставлен спектакль, написана практически исключительно ненормативной лексикой). По мнению Анны Галайды и Ольги Фукс (газета «Ведомости») — «раздача наград за лучшие спектакли прошлого сезона не вызывает вопросов: национальная премия „Золотая маска“ вновь продемонстрировала невозмутимую объективность».
Таблица лауреатов составлена на основании положения о премии (от 20 мая 2008 года) и официального опубликованного списка лауреатов.
Легенда:
     — Лауреаты премий в основных номинациях

     — Лауреаты премий в частных номинациях

 — Премия не присуждалась
| Конкурс                                                           | Номинация                                             | Победитель                                 | Произведение (роль)                                                                       | Театр (учреждение)                                                                                      |
| ----------------------------------------------------------------- | ----------------------------------------------------- | ------------------------------------------ | ----------------------------------------------------------------------------------------- | --- |
|                                                                   |                                                       |                                            |                                                                                           | |
| Конкурс спектаклей драматического театра                          | Лучший спектакль большой формы                        | «Рассказы Шукшина»                         | «Рассказы Шукшина»                                                                        | Театр Наций, Москва                                                                                     |
| Конкурс спектаклей драматического театра                          | Лучший спектакль малой формы                          | «Река Потудань»                            | «Река Потудань»                                                                           | Студия театрального искусства, Москва                                                                   |
| Конкурс спектаклей драматического театра                          | Лучшая работа режиссёра                               | Юрий Погребничко                           | «Ля Эстрада»                                                                              | Театр «Около дома Станиславского», Москва                                                               |
| Конкурс спектаклей драматического театра                          | Лучшая работа художника-постановщика                  | Вера Мартынова, Мария Трегубова            | «Opus № 7»                                                                                | Школа драматического искусства (Лаборатория Дмитрия Крымова), Москва                                    |
| Конкурс спектаклей драматического театра                          | Лучшая работа художника по костюмам                   | Виктория Севрюкова                         | «Рассказы Шукшина»                                                                        | Театр Наций, Москва                                                                                     |
| Конкурс спектаклей драматического театра                          | Лучшая работа художника по свету                      | Дамир Исмагилов                            | «Река Потудань»                                                                           | Студия театрального искусства, Москва                                                                   |
| Конкурс спектаклей драматического театра                          | Лучшая женская роль                                   | Полина Кутепова                            | «Улисс» (Молли Блум)                                                                      | Мастерская Петра Фоменко, Москва                                                                        |
| Конкурс спектаклей драматического театра                          | Лучшая мужская роль                                   | Евгений Миронов                            | «Рассказы Шукшина»                                                                        | Театр Наций, Москва                                                                                     |
|                                                                   |                                                       |                                            |                                                                                           | |
| Конкурс спектаклей театров оперы                                  | Лучший спектакль                                      | «Лючия ди Ламмермур»                       | «Лючия ди Ламмермур»                                                                      | Музыкальный театр имени К. С. Станиславского и Вл. И. Немировича-Данченко, Москва                       |
| Конкурс спектаклей театров оперы                                  | Лучшая работа режиссёра                               | Александр Титель                           | «Гамлет (датский) (российская) комедия»                                                   | Музыкальный театр имени К. С. Станиславского и Вл. И. Немировича-Данченко, Москва                       |
| Конкурс спектаклей театров оперы                                  | Лучшая работа дирижёра                                | Валерий Платонов                           | «Один день Ивана Денисовича»                                                              | Театр оперы и балета, Пермь                                                                             |
| Конкурс спектаклей театров оперы                                  | Лучшая женская роль                                   | Хибла Герзмава                             | «Лючия ди Ламмермур» (Лючия)                                                              | Музыкальный театр имени К. С. Станиславского и Вл. И. Немировича-Данченко, Москва                       |
| Конкурс спектаклей театров оперы                                  | Лучшая мужская роль                                   | Андрей Попов                               | «Гоголиада» • «Тяжба» (Христофор Бурдюков) • «Шпонька и его тетушка» (Григорий Сторченко) | Мариинский театр, Санкт-Петербург                                                                       |
|                                                                   |                                                       |                                            |                                                                                           | |
| Конкурс спектаклей оперетты / мюзикла                             | Лучший спектакль                                      | «Продюсеры»                                | «Продюсеры»                                                                               | Et cetera, Москва                                                                                       |
| Конкурс спектаклей оперетты / мюзикла                             | Лучшая работа режиссёра                               | Дмитрий Белов                              | «Продюсеры»                                                                               | Et cetera, Москва                                                                                       |
| Конкурс спектаклей оперетты / мюзикла                             | Лучшая работа дирижёра                                | Всеволод Полонский                         | «Шербурские зонтики»                                                                      | «Карамболь», Санкт-Петербург                                                                            |
| Конкурс спектаклей оперетты / мюзикла                             | Лучшая женская роль                                   | Наталья Благих                             | «Продюсеры» (Улла)                                                                        | Et cetera, Москва                                                                                       |
| Конкурс спектаклей оперетты / мюзикла                             | Лучшая мужская роль                                   | Егор Дружинин                              | «Продюсеры» (Лео Блум)                                                                    | Et cetera, Москва                                                                                       |
|                                                                   |                                                       |                                            |                                                                                           | |
| Конкурс спектаклей балета                                         | Лучший спектакль балета                               | «Русские сезоны»                           | «Русские сезоны»                                                                          | Большой театр, Москва                                                                                   |
| Конкурс спектаклей балета                                         | Лучший спектакль современного танца                   | «Сasting off»                              | «Сasting off»                                                                             | «Балет Евгения Панфилова», Пермь                                                                        |
| Конкурс спектаклей балета                                         | Лучшая работа постановщика (балетмейстера/хореографа) | Алексей Ратманский                         | «Конёк-Горбунок»                                                                          | Мариинский театр, Санкт-Петербург                                                                       |
| Конкурс спектаклей балета                                         | Лучшая работа дирижёра                                | N [ 15 ]                                   | N [ 15 ]                                                                                  | N [ 15 ]                                                                                                |
| Конкурс спектаклей балета                                         | Лучшая женская роль                                   | Алина Сомова                               | «Конёк-Горбунок» (Царь-девица)                                                            | Мариинский театр, Санкт-Петербург                                                                       |
| Конкурс спектаклей балета                                         | Лучшая мужская роль                                   | Владимир Варнава                           | «Ромео и Джульетта» (Меркуцио)                                                            | Музыкальный театр Республики Карелия, Петрозаводск                                                      |
|                                                                   |                                                       |                                            |                                                                                           | |
| Конкурс спектаклей театров кукол                                  | Лучший спектакль                                      | «Эпос о Лиликане»                          | «Эпос о Лиликане»                                                                         | «Тень», Москва                                                                                          |
| Конкурс спектаклей театров кукол                                  | Лучшая работа режиссёра                               | Эрдэни Жалцанов                            | «Под вечным светом Кумалана»                                                              | «Ульгэр», Улан-Удэ                                                                                      |
| Конкурс спектаклей театров кукол                                  | Лучшая работа художника                               | Виктор Никоненко                           | «Мой друг Джинн»                                                                          | Театр «Кукольный дом», Пенза                                                                            |
| Конкурс спектаклей театров кукол                                  | Лучшая актёрская работа                               | N [ 15 ]                                   | N [ 15 ]                                                                                  | N [ 15 ]                                                                                                |
|                                                                   |                                                       |                                            |                                                                                           | |
| Из номинантов на звание «Лучший спектакль» — музыкальных театров  | Лучшая работа художника в музыкальном театре          | Зиновий Марголин                           | «Шербурские зонтики»                                                                      | «Карамболь», Санкт-Петербург                                                                            |
| Из номинантов на звание «Лучший спектакль» — музыкальных театров  | Лучшая работа художника по костюмам                   | Елена Степанова                            | «Лючия ди Ламмермур»                                                                      | Музыкальный театр имени К. С. Станиславского и Вл. И. Немировича-Данченко, Москва                       |
| Из номинантов на звание «Лучший спектакль» — музыкальных театров  | Лучшая работа художника по свету                      | Алексей Хорошев                            | «Casting off»                                                                             | «Балет Евгения Панфилова», Пермь                                                                        |
| Из номинантов на звание «Лучший спектакль» — музыкальных театров  | Лучшая работа композитора                             | Владимир Кобекин                           | «Гамлет (датский) (российская) комедия»                                                   | Музыкальный театр имени К. С. Станиславского и Вл. И. Немировича-Данченко, Москва                       |
|                                                                   |                                                       |                                            |                                                                                           | |
| Эксперимент поиск новых выразительных средств современного театра | Лучший спектакль                                      | «OPUS No.7»                                | «OPUS No.7»                                                                               | Школа драматического искусства (Лаборатория Дмитрия Крымова), Москва                                    |
|                                                                   |                                                       |                                            |                                                                                           | |
| Специальные премии                                                |                                                       |                                            |                                                                                           | |
|                                                                   |                                                       |                                            |                                                                                           | |
| Специальные премии жюри                                           |                                                       |                                            |                                                                                           | |
| Специальная премия жюри драматического театра                     | «У Моста», Пермь                                      | «У Моста», Пермь                           | «У Моста», Пермь                                                                          | |
| Специальная премия жюри драматического театра                     | «Жизнь удалась»                                       | «Жизнь удалась»                            | «Театр.doc», Москва, и Центр драматургии и режиссуры, Москва                              | |
| Специальная премия жюри музыкальных театров                       | «Джанни Скикки»                                       | «Джанни Скикки»                            | «Новая опера», Москва                                                                     | |
| Специальная премия жюри музыкальных театров                       | «Гоголиада»                                           | «Гоголиада»                                | Мариинский театр, Санкт-Петербург                                                         | |
| Приз критики                                                      | «Я думаю о вас»                                       | «Я думаю о вас»                            | Фестиваль «NET» и Французский культурный центр, Москва                                    | |
| Лучший зарубежный спектакль, показанный в России в 2009 году      | Робер Лепаж                                           | «Липсинк»                                  | Ex Machina, Канада и Великобритания                                                       | |
|                                                                   |                                                       |                                            |                                                                                           | |
| За честь и достоинство                                            | Вера Васильева • Владимир Зельдин • Иван Ромашко      | За поддержку театрального искусства России | За поддержку театрального искусства России                                                | Владимир Кожин • Благотворительный фонд культурных инициатив (фонд Михаила Прохорова) • Анатолий Павлов |